# Иванцево (Вологодская область)
Иванцево — деревня в Череповецком районе Вологодской области.
Входит в состав Воскресенского сельского поселения (с 1 января 2006 года по 8 апреля 2009 года входила в Ивановское сельское поселение), с точки зрения административно-территориального деления — в Ивановский сельсовет.
Расстояние до районного центра Череповца по автодороге — 68 км, до центра муниципального образования Воскресенского по прямой — 20 км. Ближайшие населённые пункты — Горка, Литвиново, Надпорожье.
По переписи 2002 года население — 4 человека.